# Haemaphysalis tibetensis
Haemaphysalis tibetensis este o specie de căpușe din genul Haemaphysalis, familia Ixodidae, descrisă de Harry Hoogstraal în anul 1965. Conform Catalogue of Life specia Haemaphysalis tibetensis nu are subspecii cunoscute.